# Aparammoecius schawalleri
Aparammoecius schawalleri är en skalbaggsart som beskrevs av Zdzisława Stebnicka 1989. Aparammoecius schawalleri ingår i släktet Aparammoecius och familjen Aphodiidae. Inga underarter finns listade i Catalogue of Life.